# Gare de Leirsund
La gare de Leirsund  est une gare ferroviaire de la ligne Hovedbanen.

## Situation ferroviaire
La halte ferroviaire de Leirsund est située à 26,94 km d'Oslo et à une altitude de 108,4 m. La halte est située entre l'emplacement de l'ancienne gare de Leirsund et la halte ferroviaire aujourd'hui fermée de Børke.

## Histoire

### Noms du lieu
Lors de son inauguration, la gare avait le statut de halte ferroviaire et s'appelait Gamle Leersund avant de devenir Leersund en 1864. En 1878, Leersund devient Lersundavant d'avoir son orthographe actuel le 1er juillet 1902.

### L'ancienne gare
Le 20 mars 1865 la halte obtient le statut de gare. La gare est automatisée en 1966 et n'a plus de personnel depuis 1969. Le 6 avril 1997 la gare est fermée en raison de la construction de la Gardermobanen. Elle laisse place à la halte ferroviaire située 280 mètres plus loin.
L'ancienne gare était située au PK 26.66. Il y eut deux bâtiments différents. Le bâtiment a été vendu et est aujourd'hui une habitation privée.

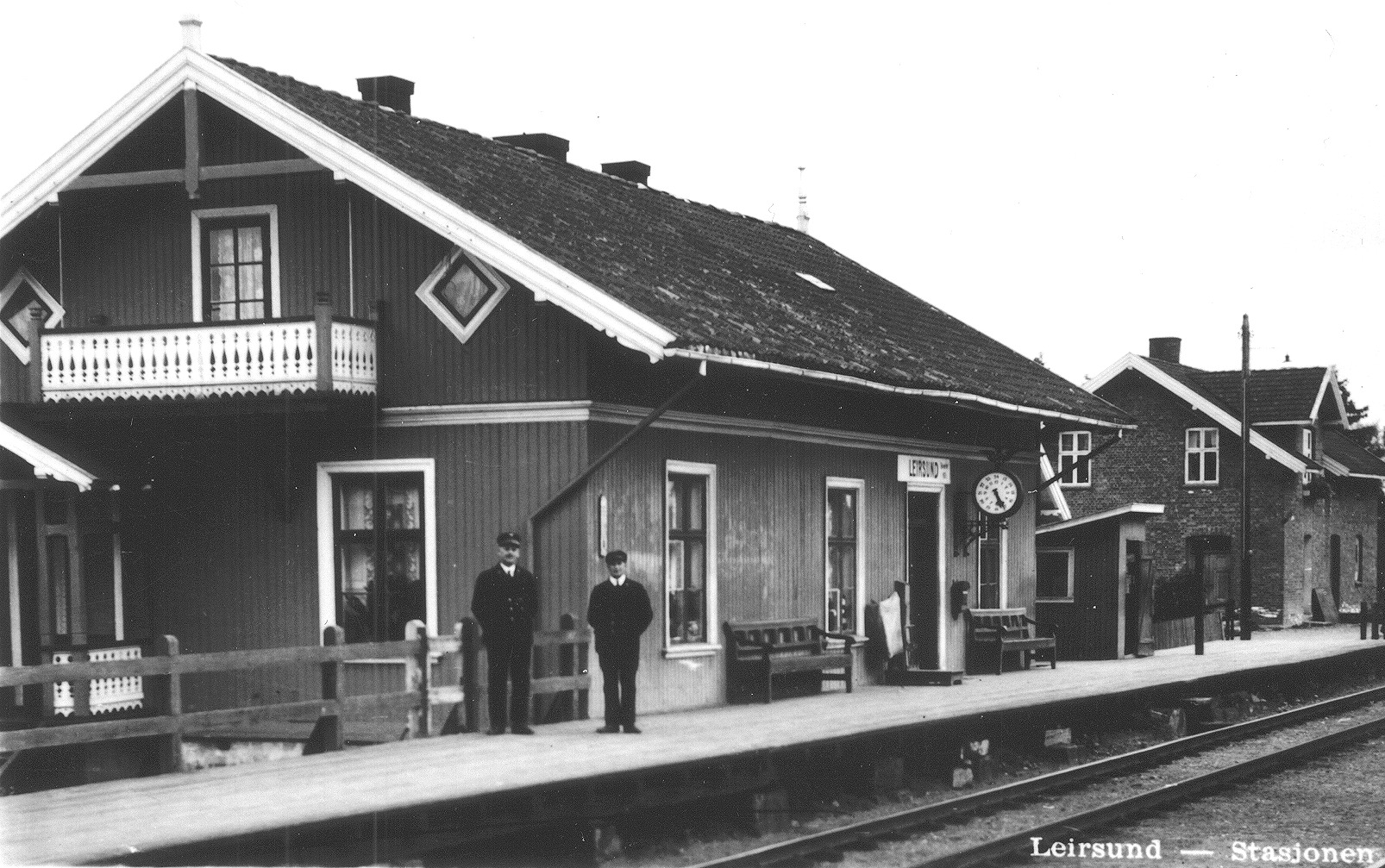
La gare de Leirsund en 1938.
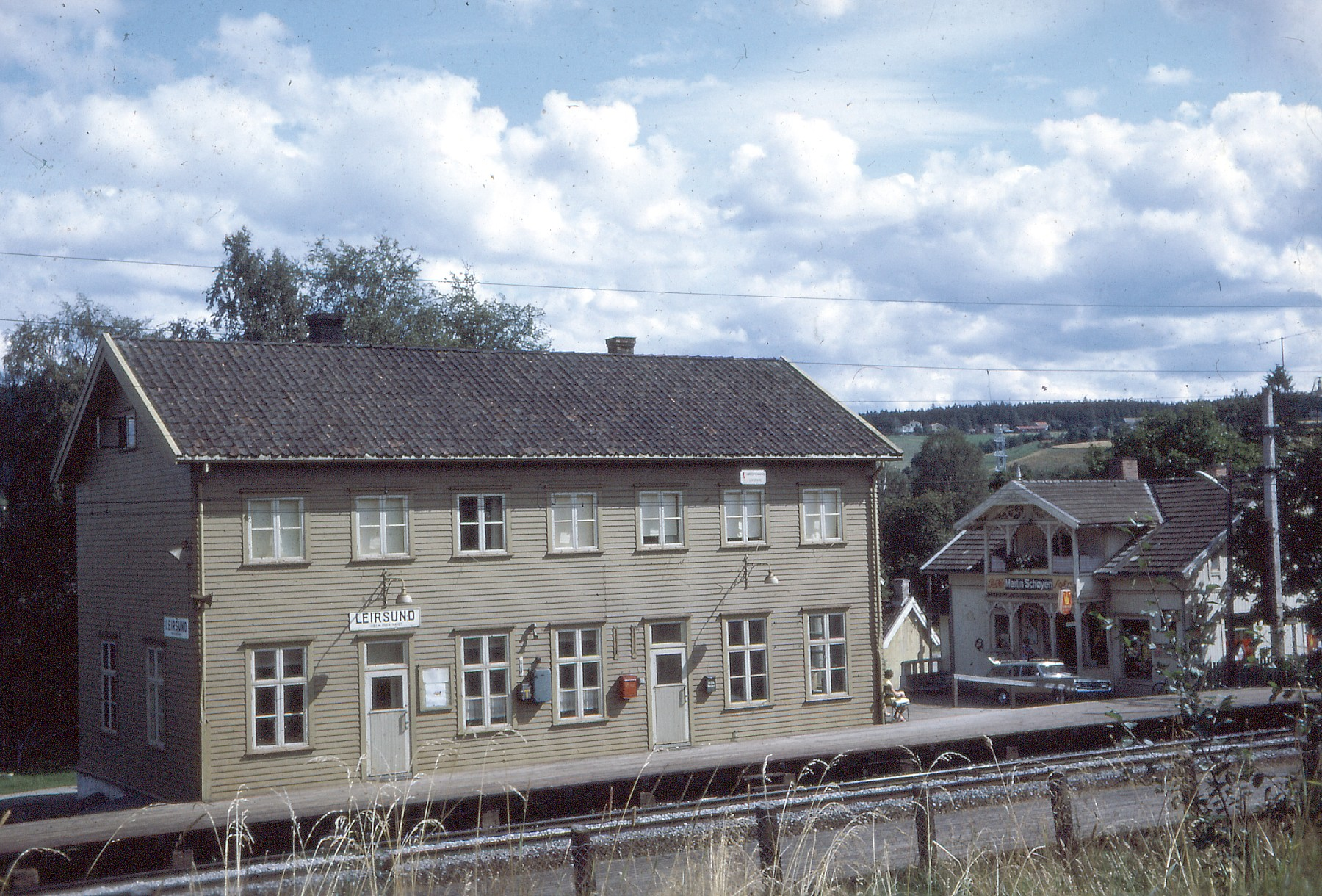
La gare de Leirsund en 1970.

## Service des voyageurs

### Accueil
La gare est équipée d'un parking de 50 places et d'un parking couvert pour les vélos. La gare a une salle d'attente ouverte tous les jours de 05h à 17h. Il y a sinon une aubette sur le quai.

### Desserte
La halte est desservie par la ligne locale L 13 (Drammen-Oslo-Dal).

### Intermodalités
Un arrêt de bus se trouve à proximité de la halte.